# Städtische Galerie Harderbastei
Die Städtische Galerie Harderbastei ist ein bayerisches Museum und Teil der früheren Landesfestung Ingolstadt.

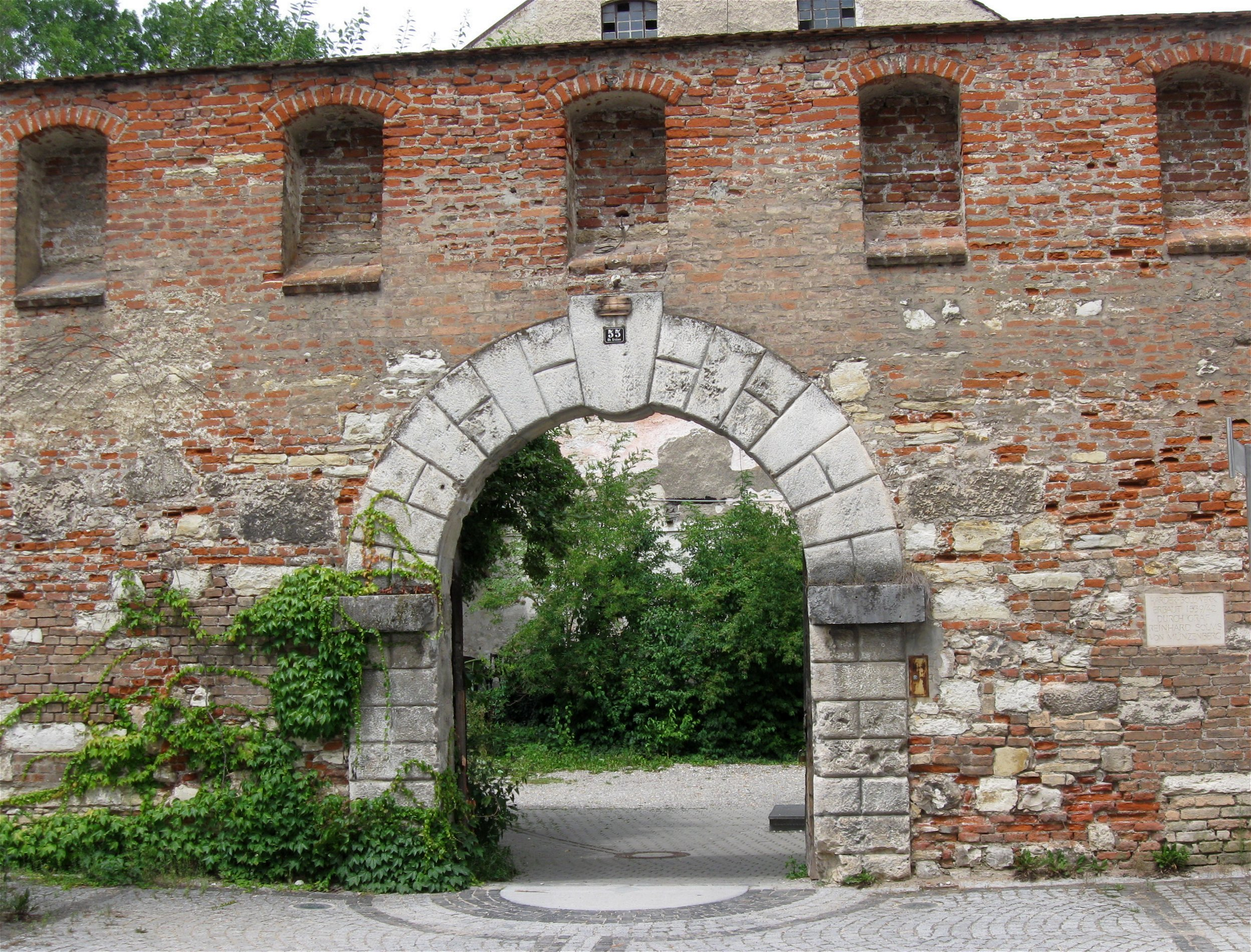
Tor zum Vorhof

## Geschichte
Es handelt sich um ein ehemaliges Bollwerk aus dem Jahr 1539. Im Anschluss diente es als Brauerei, die sogenannte Ziegelbastei bzw. Wunderl-Kasematte. Erhalten blieben Reste der den Vorhof flankierenden Kaponnieren und des Bastionskörpers mit Kasematten.
Die Harderbastei wird vom Kulturamt der Stadt Ingolstadt und dem BBK Oberbayern Nord & Ingolstadt e.V. für Ausstellungen und kulturelle Veranstaltungen genutzt. Seit 1998 befindet sich die Geschäftsstelle des BBK und seit 2013 auch die Kunst und Kultur Bastei e.V. in dem historischen Bauwerk.

## Ausstellungen (Auswahl)
- 1992: Ulla M. Scholl
- 1995: Knut Schnurer
- 1997: Reinhold Föst
- 1998: Pius Eichlinger und Käte Krakow
- 1999: Klaus W. Sporer[1]
- 2006: Barbara und Michael Schölß (Alois Schölß zum 100. Geburtstag – vier Generationen einer Künstlerfamilie)[2]
- 2010: Matthias Schlüter (Reise nach Marokko)[3]
- 2013: Kathy Kornprobst & Matthias Schlüter (Bring it together – Zusammen geht’s)[4]
- 2015: Josef Huber & Matthias Schlüter (Ruhe und Bewegung)[5]
- 2019: Klaus W. Sporer[6]

## Baudenkmal
Die Harder-Kasematte steht unter Denkmalschutz und ist im Denkmalatlas des Bayerischen Landesamtes für Denkmalpflege und in der Liste der Baudenkmäler in Ingolstadt eingetragen.